# 森下研 (児童文学作家)
森下 研（もりした けん、1930年7月3日- ）は、日本の児童文学作家。福岡県門司（現・北九州市）出身。九州大学卒。広告会社勤務、放送作家を経て、児童文学の創作を開始する。
少年小説やノンフィクションを中心に執筆。遠洋マグロ延縄漁の体験から書いた『男たちの海』で第15回児童福祉文化奨励賞（昭和48年 1973年）を受賞。

## 著書
- 『ゆきあたりばったり南太平洋』徳間書店 1966。全国書誌番号:66010379、NCID BA32543859。
- 『南の恋人たち パラダイス・ポリネシア』潮文社 1969。全国書誌番号:73003702、NCID BB1075207X。
- 『小さな大酉長』太田大八画 福音館書店 1971。全国書誌番号:45002762
- 『男たちの海』安保健二画 福音館書店 1972。全国書誌番号:45001900、NCID BA32385419、第15回児童福祉文化奨励賞。
- 『銭五とよばれた男』南村喬之画 福音館日曜日文庫 1976。全国書誌番号:76000079、NCID BN08531491。
- 『蒼い狼の子』小峰書店 1980 (チンギス・ハーンを息子の視点から描いた）。全国書誌番号:80038252、NCID BA31511879
- 『さよならイッカク』鴇田幹画 小学館 1980。全国書誌番号:80039952、NCID BA58399215。
- 『黒潮、ゲンだよろしくな』鴇田幹画 小学館 1982。全国書誌番号:82044180
- 『徳川吉宗』松本修一絵 さ・え・ら書房 1982。ISBN 4378021080
- 『ウラシマはかせの海底ハウス』鈴木たくま画 小学館 1983。ISBN 4092895089
- 『翼よ青空にまいあがれ 大空への階段をのぼった福長浅雄』村瀬泰央絵 PHPこころのノンフィクション 1983。ISBN 4569281966
- 『ルソン・助左衛門 南海にゆめと自由をもとめた』鮎川万絵 さ・え・ら書房 1983。ISBN 4378021226
- 『タロ船長のぼうけん』山下勇三絵 小峰書店 1984。ISBN 433805204X
- 『ポンコツじてんしゃいっとうしょう』鈴木まもるえ PHP研究所 1984。ISBN 4569282695
- 『白い大陸のあつい友情 「ふじ」乗組員をすくった命のリレー』かみやしん絵 PHP愛と感動のノンフィクション 1985。ISBN 4569282962
- 『小さな大酋長プアの冒険』小林和子絵 小峰書店 1985。ISBN 4338057033
- 『トッコはわたぼうしになった 脳性麻痺にまけず愛に生きる詩人・小曽根俊子』保坂高明写真 やなせたかし絵 くもん出版 くもんのノンフィクション・愛のシリーズ 1985。ISBN 4875762186
- 『ネコ坂通りはおおさわぎ』山口みねやす絵 小峰書店 1985。ISBN 4338052139
- 『ネコだらけの島』浅野輝雄絵 さ・え・ら書房 1985。ISBN 4378022028
- 『ゾウをころさないで 戦争を生きぬいた動物と男たち』浅野輝雄絵 PHPこころのノンフィクション 1986。ISBN 456928342X
- 『興安丸 33年の航跡』新潮社 1987。ISBN 4103653019
- 『キャプテンタロ鯨の海へ』山下勇三絵 小峰書店 1988。ISBN 4338052406
- 『ひびけ愛北の海をこえて 洞爺丸とともに波にきえたディーン・リーパー』鴇田幹絵 PHP愛と希望のノンフィクション 1988。ISBN 4569284124
- 『ぼくはピーのすむ国へ行った』浅野輝雄絵 PHP研究所 1988。ISBN 4569283780
- 『嵐、海原をかける チンギス・カンの血をつぐ者たちの伝説』依光隆絵 小峰書店 1990。ISBN 4338057246
- 『吉見先生ありがとう 51歳で医者への道にすすんだ元海軍少将』依光隆絵 PHP愛と希望のノンフィクション 1991。ISBN 4569585051
- 『草原の彗星チムール』新潮社 1992。ISBN 4103653027
- 「ひげじいさん」シリーズ 山下勇三絵 小峰書店 
  - 『さまよえる幽霊船 ひげじいさんが語る』1993。ISBN 433808913X
  - 『怪物の海 ひげじいさんが語る』1994。ISBN 4338089148
  - 『大うずまきの秘密 ひげじいさんが語る』1995。ISBN 4338089172
  - 『失われたへそ大陸 ひげじいさんが語る』1996。ISBN 4338089229
  - 『ミクロからの脱出 ひげじいさんが語る』1997。ISBN 4338089253
  - 『ひげじいさん航海記』2001。ISBN 4338174013
- 『被災地の動物をすくえ! 雲仙・普賢岳で活動するボランティア』狩野富貴子絵 PHP愛と希望のノンフィクション 1995。ISBN 4569589340
- 『明日へ虹をかけた船 日露友好のシンボル・ヘダ号建造物語』高田勲絵 PHP愛と希望のノンフィクション 1996。ISBN 4569589936
- 『わが道は白衣とともに 看護婦として女性の自立に命をもやした萩原タケ』高田勲絵 PHP愛と希望のノンフィクション 1998。ISBN 4569680968
- 『元気がいちばん! ミクロの世界から人びとの健康をつくりだした代田稔』高田勲絵 PHP愛と希望のノンフィクション 1999。ISBN 4569682006
- 『日蓮と元の襲来』フレーベル館 あるいて知ろう!歴史にんげん物語 2004。ISBN 4577027887

翻訳
- S.バウアークラムス作・画『もしもかいぶつになれたら』小学館 1982。全国書誌番号:82055822